# Mezzanego
Mezzanego is een gemeente in de Italiaanse provincie Genua (regio Ligurië) en telt 1411 inwoners (31-12-2004). De oppervlakte bedraagt 28,8 km², de bevolkingsdichtheid is 46 inwoners per km².
De volgende frazioni maken deel uit van de gemeente: Borgonovo Ligure, Campovecchio, Case Zatta, Corerallo, Isola di Borgonovo, Mezzanego alto, Passo del Bocco, Pontegiacomo, Porciletto, Prati, San Siro Foce, Semovigo, Vignolo.
Op 9 mei 2011 kwam de Belgische wielrenner Wouter Weylandt tijdens de Giro d'Italia zwaar ten val op de Passo del Bocco en overleed daar aan zijn verwondingen.

## Demografie
Mezzanego telt ongeveer 641 huishoudens. Het aantal inwoners steeg in de periode 1991-2001 met 5,8% volgens cijfers uit de tienjaarlijkse volkstellingen van ISTAT.
| Jaar | Inwoneraantal |
| ---- | ------------- |
| 1991 | 1232          |
| 2001 | 1303          |

## Geografie
De gemeente ligt op ongeveer 83 m boven zeeniveau.
Mezzanego grenst aan de volgende gemeenten: Borzonasca, Carasco, Ne, San Colombano Certénoli, Tornolo (PR).

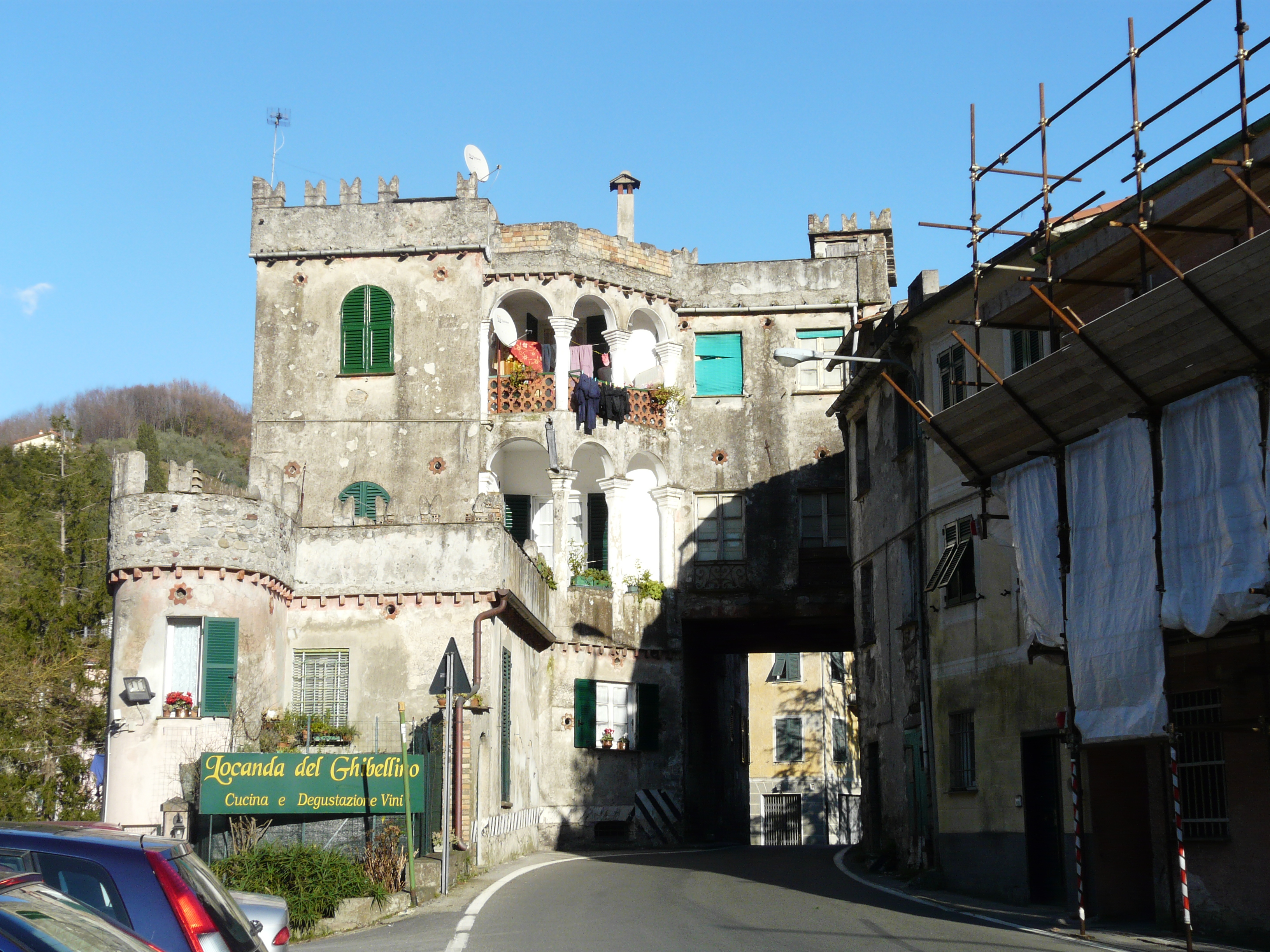
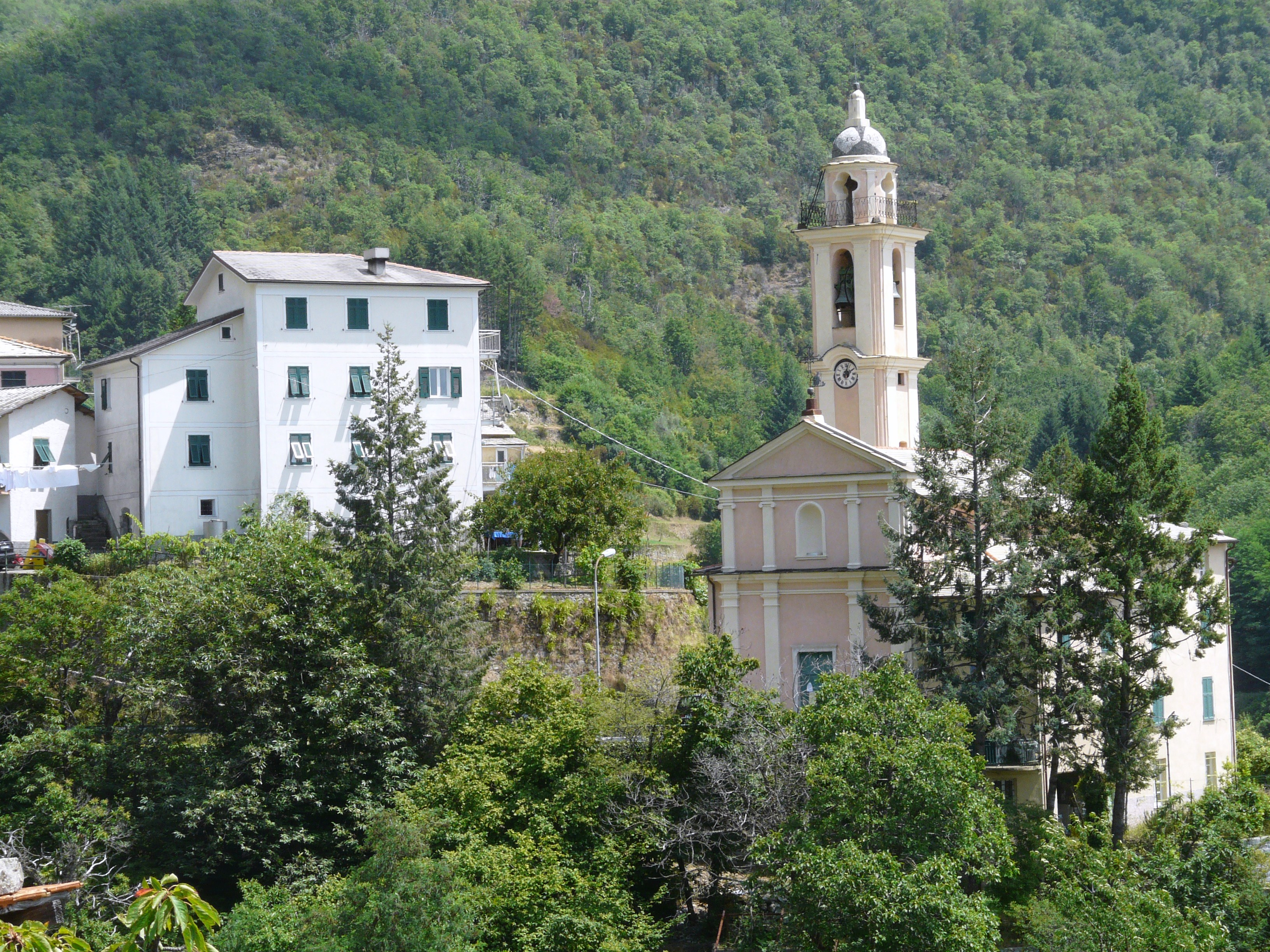
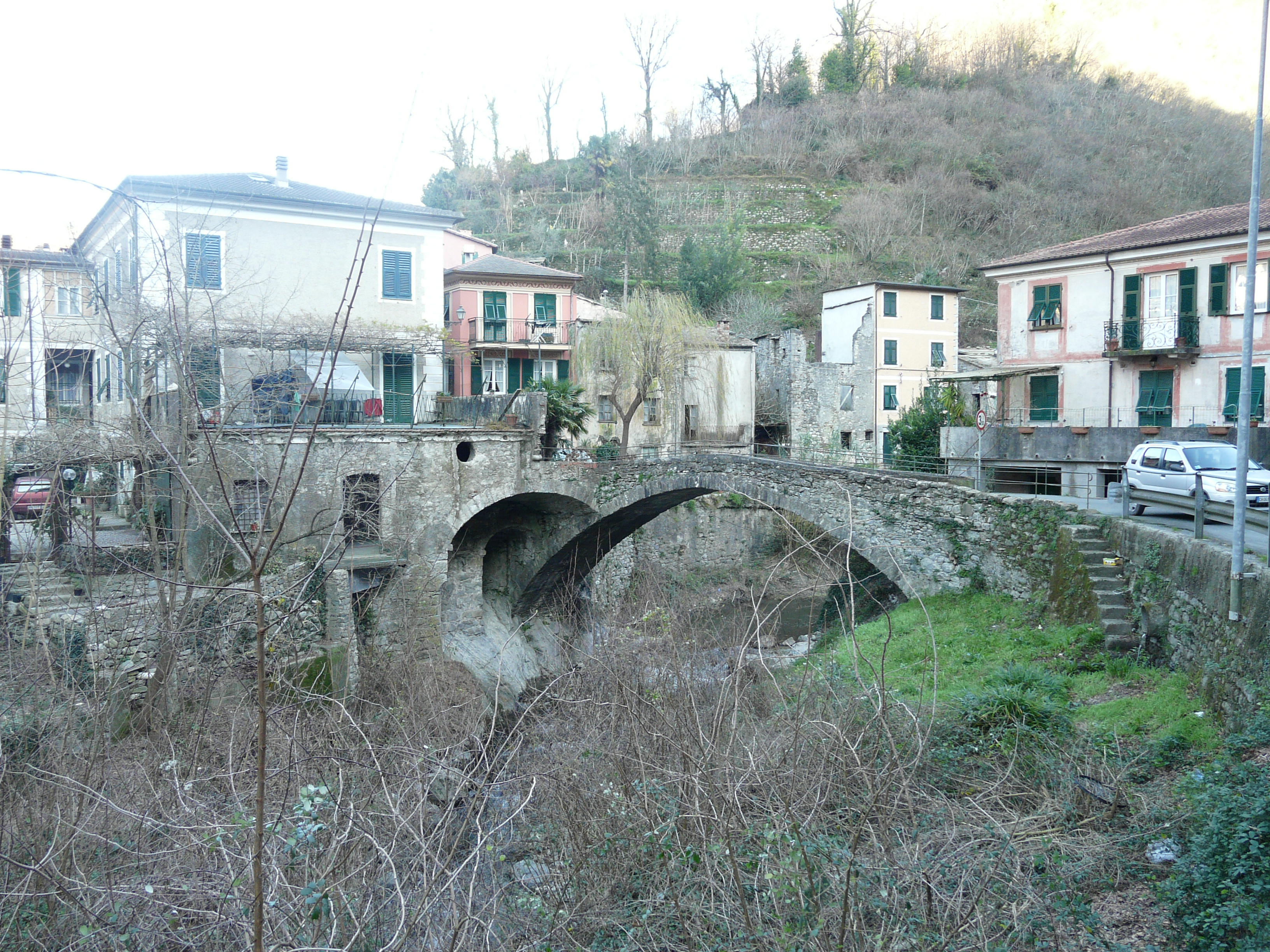